# 1226년

## 연호
- 남송(南宋) 보경(寶慶) 2년
- 금(金) 정대(正大) 3년
- 일본(日本) 가로쿠(嘉禄) 2년
- 서하(西夏) 건정(乾定) 4년 / 보의(寶義) 원년
- 쩐 왕조(陳朝) 끼엔쭝(建中) 2년

## 기년
- 남송(南宋) 이종(理宗) 2년
- 금(金) 애종(哀宗) 3년
- 고려(高麗) 고종(高宗) 13년
- 몽골 칭기즈 칸 21년
- 서하(西夏) 헌종(獻宗) 4년 / 말제(末帝) 원년
- 쩐 왕조(陳朝) 태종(太宗) 2년

## 사건
- 3월 5일 - 목성 · 토성 대근접

## 사망
- 10월 3일 - 아시시의 프란치스코.